# 孫樵
孫 樵（そん しょう、生没年不詳）は、晩唐の文人。字は可之または隠之。

## 経歴
生没年については拠るべき資料がない。文集自序には元々の出身地は関東であると書かれている。開成5年（840年）の文があることから、その活動時期は文宗以降と推測される。
大中9年（855年）に進士になり、中書舎人に任じられた。広明元年（880年）に黄巣軍が長安に侵入すると、孫樵は僖宗に従い岐隴に逃れ職方郎中に任じられ紫金魚袋を下賜されている。
著作は中和4年（884年）に成立した『孫可之文集』10巻にまとめられている。文集の記載により、孫樵は韓愈などが推進していた古文復興運動に影響を受けていたことがわかる。日本の儒学者の長野豊山は孫樵の文章について、「高潔であり、簡明雅健、頓挫は妙に入る。文を作る真訣を得て、虚妄におちいらない。西斎録で編年史法を論じ、唐の高祖が太子の建成を殺し、李勣が則天武后を諫めず擁立した件などについてその是非を曲げて伝えたと難じているところは、資治通鑑綱目の先駆である」と賞賛している。